# Aphloia theiformis
Aphloia theiformis je jediný zástupce čeledi Aphloiaceae vyšších dvouděložných rostlin z řádu Crossosomatales. Je to stálezelený keř, rostoucí v subsaharské Africe, na Madagaskaru a ostrovech západního Indického oceánu.

## Popis
Aphloia theiformis je stálezelený keř s jednoduchými střídavými listy. Čepel listů je na okraji pilovitá, se zpeřenou žilnatinou. Květy jsou pravidelné, oboupohlavné, s češulí, uspořádané ve svazečcích. Kalich je složen ze 4 až 5 volných lístků, koruna chybí. Tyčinek je mnoho a jsou volné. Semeník je svrchní, monomerický, tvořený jediným plodolistem s několika vajíčky. Plodem je bobule.
Druh se vyskytuje ve východní a jižní tropické Africe, v Jihoafrické republice, na Madagaskaru a na souostrovích západního Indického oceánu (Komory, Maskarény, Seychely).

## Taxonomie
Rod Aphloia byl v minulosti řazen do čeledi Flacourtiaceae. V současném systému je součástí řádu Crossosomatales. Nejblíže příbuznou větví je podle kladogramů APG čeleď Geissolomataceae.